# 佐久間安長
佐久間 安長（さくま やすなが、慶長16年（1611年）- 寛永9年4月12日（1632年5月30日））は、信濃国佐久間氏飯山藩の第2代藩主。初代藩主・佐久間安政の次男。正室は井上正就の娘。子は佐久間安次（長男）。官位は従五位下。日向守。

## 生涯
次男であったが、長兄の勝宗が早世していたため、寛永4年（1627年）の父安政の死によって飯山藩主を継承。土井利勝に属して江戸城惣郭石垣普請などの役儀をつとめた。ちなみに、安長当時の飯山藩佐久間家の江戸藩邸は、上屋敷（港区西新橋2-6）・中屋敷（港区西新橋2-17、ＪＲ新橋駅烏森口付近）・下屋敷（港区虎ノ門1-23、虎ノ門ヒルズ）のいずれも愛宕下にあり、長沼藩佐久間家の上屋敷や佐久間不閑斎屋敷なども隣接していたことから、一帯を1873年（明治5年）まで「佐久間小路」と呼んだことが知られている。
領政では父の政策をひきつぎ飯山城下の寺町育成をはかった。また御巣鷹山を設定して巣鷹（鷹狩用の鷹の子）を保護して特産とし、寛永8年（1631年）には将軍家光へ献上している。
寛永9年（1632年）4月、将軍家光の日光東照宮御成の随行が命じられていたが、4月12日に江戸で急死。22歳。死因は疱瘡とされる。跡は長男の安次が継いだ。戒名は多福院蓮雲宗光。墓所は江戸高輪の泉岳寺。2017年に菩提寺の大聖寺（長野県飯山市）に位牌が新調された。